# Ecuación de Gibbs-Helmholtz
La ecuación de Gibbs-Helmholtz es una ecuación termodinámica utilizada para calcular los cambios en la energía de Gibbs de un sistema en función de la temperatura.

## Ecuación
La ecuación es:
| {\displaystyle \left({\frac {\partial ({\frac {G}{T}})}{\partial T}}\right)_{p}=-{\frac {H}{T^{2}}}} |
donde H es la entalpía, T la temperatura absoluta y G la energía libre de Gibbs del sistema, todo a presión constante p. La ecuación establece que el cambio en la relación G/T a presión constante como resultado de un cambio infinitamente pequeño de temperatura es factor de H/T2.

## Reacciones químicas
Las aplicaciones típicas son en las reacciones químicas. La ecuación dice:
{\displaystyle \left({\frac {\partial (\Delta G^{\ominus }/T)}{\partial T}}\right)_{p}=-{\frac {\Delta H}{T^{2}}}}
con ΔG como el cambio en la energía de Gibbs y ΔH como el cambio de entalpía (considerado independiente de la temperatura). El exponente o denota presión estándar (1 bar).
Al integrarse con respecto a T (nuevamente p es constante) se convierte en:
{\displaystyle {\frac {\Delta G^{\ominus }(T_{2})}{T_{2}}}-{\frac {\Delta G^{\ominus }(T_{1})}{T_{1}}}=\Delta H^{\ominus }(p)\left({\frac {1}{T_{2}}}-{\frac {1}{T_{1}}}\right)}
Esta ecuación permite rápidamente el cálculo del cambio de energía libre de Gibbs para una reacción química a cualquier temperatura T2 con el conocimiento de solo el cambio de formación de energía libre estándar de Gibbs y el cambio de formación de entalpía estándar para los componentes individuales.
Además, utilizando la ecuación de reacción isoterma;
{\displaystyle {\frac {\Delta G^{\ominus }}{T}}=-R\ln K}
que relaciona la energía de Gibbs con una constante de equilibrio químico, se puede derivar la ecuación de van't Hoff.

## Derivación

### Antecedentes
Artículos principales: ecuación de definición (química física), entalpía y potencial termodinámico
La definición de la función de Gibbs es
{\displaystyle H=G+ST\,\!}
donde H es la entalpía definida por:
{\displaystyle H=U+pV\,\!}
Tomando diferenciales de cada definición para encontrar dH y dG, y luego usando la relación termodinámica fundamental (siempre verdadera para procesos reversibles o irreversibles):
{\displaystyle dU=T\,dS-p\,dV\,\!}
donde S es la entropía, V es el volumen (con signo negativo debido a la reversibilidad, en la cual dU = 0: aparte del de la presión-volumen, se puede realizar más trabajo, que será igual a -pV) conduce la forma "invertida" de la relación fundamental inicial a una nueva ecuación maestra:
{\displaystyle dG=-S\,dT+V\,dp\,\!}
Esta es la energía libre de Gibbs para un sistema cerrado. La ecuación de Gibbs-Helmholtz se puede derivar por esta segunda ecuación maestra y la regla de la cadena para derivadas parciales.
| Derivación |
| --- |
| Partiendo de la ecuación {\displaystyle dG=-S\,dT+V\,dp={\frac {\partial G}{\partial T}}\,dT+{\frac {\partial G}{\partial p}}\,dp\,\!} a presión constante, es decir dp = 0. Entonces dG se reduce a {\displaystyle dG_{p}=-S\,dT=\left({\frac {\partial G}{\partial T}}\right)_{p}\,dT\quad \rightarrow \quad -S=\left({\frac {\partial G}{\partial T}}\right)_{p}.\,\!} La dependencia de la razón G/T respecto a T se encuentra mediante la regla del producto de las derivadas: {\displaystyle \left({\frac {\partial (G/T)}{\partial T}}\right)_{p}={\frac {1}{T}}\left({\frac {\partial G}{\partial T}}\right)_{p}+G{\frac {\partial (T^{-1})}{\partial T}}={\frac {T\left({\frac {\partial G}{\partial T}}\right)_{p}-G}{T^{2}}}={\frac {-ST-G}{T^{2}}}=-{\frac {H}{T^{2}}}\,\!} |